# Zahedan
Zahedan (pers. ‏زاهدان‎) – miasto w południowo-wschodnim Iranie, w pobliżu granicy z Pakistanem, ośrodek administracyjny ostanu Sistan i Beludżystan. Około 580,1 tys. mieszkańców.